# Colobogaster paraensis
Colobogaster paraensis es una especie de escarabajo del género Colobogaster, familia Buprestidae. Fue descrita científicamente por Kogan en 1965.